# Alpes xistosos do Tirol
Os Alpes xistosos do Tirol - Tiroler Schieferalpen em alemão - é um maciço montanhoso que faz parte da sector dos Alpes Orientais-Norte, que se encontram principalmente na região de Tirol e marginalmente na  de Salisburgo na Áustria. O cume mais alto é o Lizumer Reckner com 2.884 m.

## SOIUSA
A Subdivisão Orográfica Internacional Unificada do Sistema Alpino (SOIUSA), dividiu em 2005 os Alpes em duas grandes partes: Alpes Ocidentais e Alpes Orientais, separados pela linha formada pelo  Rio Reno - Passo de Spluga - Lago de Como - Lago de Lecco.
Os Alpes xistosos do Tirol são formados pelos Pré-Alpes de Tux e pelos Alpes de Kitzbuhel.

### Classificação  SOIUSA
Segundo a SOIUSA este acidente geográfico é uma Secção alpina  com as seguintes características:
- Parte = Alpes Orientais
- Grande sector alpino = Alpes Orientais-Norte
- Secção alpina = Alpes xistosos do Tirol
- Código = II/B-23